# Kupil, Volociîsk
Kupil (în ucraineană Купіль) este localitatea de reședință a comunei Kupil din raionul Volociîsk, regiunea Hmelnîțkîi, Ucraina.

## Demografie
Componența lingvistică a localității Kupil
     Ucraineană (99,24%)
     Alte limbi (0,64%)
Conform recensământului din 2001, majoritatea populației localității Kupil era vorbitoare de ucraineană (99,24%), existând în minoritate și vorbitori de alte limbi.